# (4420) Alandreev
(4420) Alandreev ist ein Asteroid des Hauptgürtels, der am 15. August 1936 vom russischen Astronomen Grigori Nikolajewitsch Neuimin in Simejis entdeckt wurde.
Der Name geht auf den sowjetischen Physiker Alexander Fjodorowitsch Andrejew zurück.